# Carol Campbell
Pour les articles homonymes, voir Campbell.
Carol Campbell, née le 27 mai 1966 à Munich en Allemagne, est une actrice, mannequin, animatrice et coach de yoga afro-allemande.

## Biographie

### Enfance et études
Campbell est la fille d'un agent de casting et maquilleuse allemande et d'un musicien de jazz afro-américain de New York.
Elle a étudié le théâtre, le chant, la danse et la présentation à Berlin (où elle a déménagé avec sa mère à l'âge de cinq ans) et à Los Angeles. Aujourd'hui, elle vit à Berlin. Campbell est également polyglotte, elle parle l'allemand, l'anglais, et le français.

### Carrière
Après ses débuts au Deutsche Oper Berlin (Tanztheater) en 1985, elle s'installe à Paris en 1987 et travaille jusqu'en 1989 comme danseuse soliste au Lido et en 1990 au Moulin Rouge en tant que meneuse de revue. Campbell mesure 1,88m. Le 1er novembre 1999, Campbell a figuré sur la couverture et dans un article de dix pages dans le numéro de novembre de l'édition allemande du magazine Playboy,.
Son travail télévisuel a commencé en tant que présentatrice avec les chaînes de télévision allemandes VOX ( Avanti Magazin ), Premiere ( Airplay LiveKonzerte, Spezials ), VIVA ( Chartshow ), RTL II ( RHS Gold Musikshow ) et ZDF ( Big-Bubbles Musikmagazin ). Elle est apparue dans des rôles d'invités dans de nombreuses séries télévisées comme Vater wide Willen (avec Christian Quadflieg et Suzanne von Borsody), Tatort et Der Pfundskerl, ainsi que dans le rôle principal dans des pièces de télévision comme Julia - Kämpfe für deine Träume! et Du oder keine. Campbell est également apparue dans plusieurs films, dont City of Fear de l'écrivain Harry Alan Towers où elle a joué Alexa, le rôle principal féminin, aux côtés de Gary Daniels.
Campbell a également travaillé comme animatrice pour Daimler Chrysler, Siemens, Adidas, Hugo Boss, IBM, Debis et CeBit lors d'événements corporatifs et comme formatrice pour les campagnes médiatiques et a participé à The Applause Institute.
Elle est membre de la Deutsche Filmakademie (Académie allemande du cinéma) ainsi que membre fondatrice et première présidente du SFD - Schwarze Filmschaffende in Deutschland (Black Artists in German Film, en français littéralement « Réalisateurs noirs en Allemagne »), une association professionnelle basée à Berlin de réalisateurs, producteurs, scénaristes et acteurs afro-allemands ou d'origine noire africaine et résidant en Allemagne. Ils ont notamment organisé la série Neue Bilder (New Perspectives) au festival du film de Berlinale en 2007. Ce projet avait pour but de montrer un panel du cinéma noir en Allemagne, à travers plusieurs types de films, dont trois œuvres fictionnelles, un film d'animation et deux documentaires.
En 2007, Campbell a reçu une formation de productrice créative pour les films et la télévision à l'Institut des métiers d'art dramatique, cinématographique et télévisuel (iSFF) à Berlin. Elle a également travaillé comme présentatrice.
Carol Campbell travaille par ailleurs comme professeur de yoga à Berlin et enseigne « l'art de parler en public et les techniques de présentation » à la Design Akademie Berlin (SRH Hochschule für Kommunikation und Design). En janvier 2019, Campbell a commencé avec le producteur et compositeur George Kaleve un podcast hebdomadaire en allemand appelé abgehängt.

## Filmographie

### Séries
- 1991 : Fenster aus Berlin von Fernsehen aus Berlin
- 1993 : Liebe ist Privatsache : Florence
- 1994 : Lemgo
- 1994 : Die Partner
- 1995 : Vater wider Willen : Eva Nori
- 1995 : Tatort – Die Kampagne : Johanna (Jojo)
- 1995 : Brennende Herzen
- 1995 : Der König
- 1996 : Polizeiruf 110 – Lauf oder stirb : Maria
- 1996 : Die Unzertrennlichen
- 1997 : Aus heiterem Himmel – Farbe bekennen : Gloria Pinhero
- 1997 : Tatort – Tod im All : Johanna Silber
- 1998 : Tatort – Engelchen flieg : Johanna
- 1998 : SOKO 5113 – Killing : Eileen
- 1999 : Denninger
- 1999 : Prosit Neujahr
- 1999 : Zielfahnder
- 1999 : Alarm für Cobra 11 – Die Autobahnpolizei – Ein einsamer Sieg : Stella Hofer
- 2000–2005: Der Pfundskerl : Tanja Rohloff
- 2000 : Anke, mein Kind ist von einem anderen : Maria
- 2000 : Wolffs Revier – Der Yankee Bomber : Inge O' Connor
- 2001 : Denninger – Der Mallorcakrimi - Der Mann mit den zwei Gesichtern : Sebastiana
- 2001 : Drehkreuz Airport
- 2002 : Die Hinterbänkler – Die Homestory
- 2002 : Im Visier der Zielfahnder – Die Falle : Susi van Haan
- 2002–2004: Edel & Starck : Docteur Schnüll
- 2003 : Tatort – Die Liebe und ihr Preis : Ines Krüger
- 2004 : Schlosshotel Orth – Konsequenzen : Monica Kaiser
- 2004 : Sabine! – Drei Engel für Johnny : Rachel Miller
- 2005 : Sabine! – Gefährliche Liebschaften
- 2006 : SK Kölsch – Dunkle Geschäfte : Michelle Czygalka
- 2007 : Nachtschicht – Ich habe Angst : Une médecin
- 2007 : Fünf Sterne – Wer mit wem? : Une journaliste
- 2008 : Nachtschicht – Blutige Stadt : Une médecin

### Films
- 1997 : Betrogen – Eine Ehe am Ende : Daniela
- 1997 : Die drei Mädels von der Tankstelle : Susi
- 1998 : Fandango : Helena
- 1998 : Julia – Kämpfe für deine Träume! : Julia Wilkins
- 1998 : Barbara Wood: Herzflimmern : Docteur Sondra Mallone
- 2000 : City of Fear : Alexa Campos
- 2000 : Der Runner : Jenny
- 2000 : Jedermanns Fest
- 2001 : Du oder keine : Sandy
- 2005 : Miss Texas : Une amie
- 2006 : Karls Weihnachten : Engel Sarah